# Thaumasesthes penicillus
Thaumasesthes penicillus är en skalbaggsart som beskrevs av Leon Fairmaire 1894. Thaumasesthes penicillus ingår i släktet Thaumasesthes och familjen långhorningar.
Artens utbredningsområde är Madagaskar. Inga underarter finns listade i Catalogue of Life.